# 決闘裁判

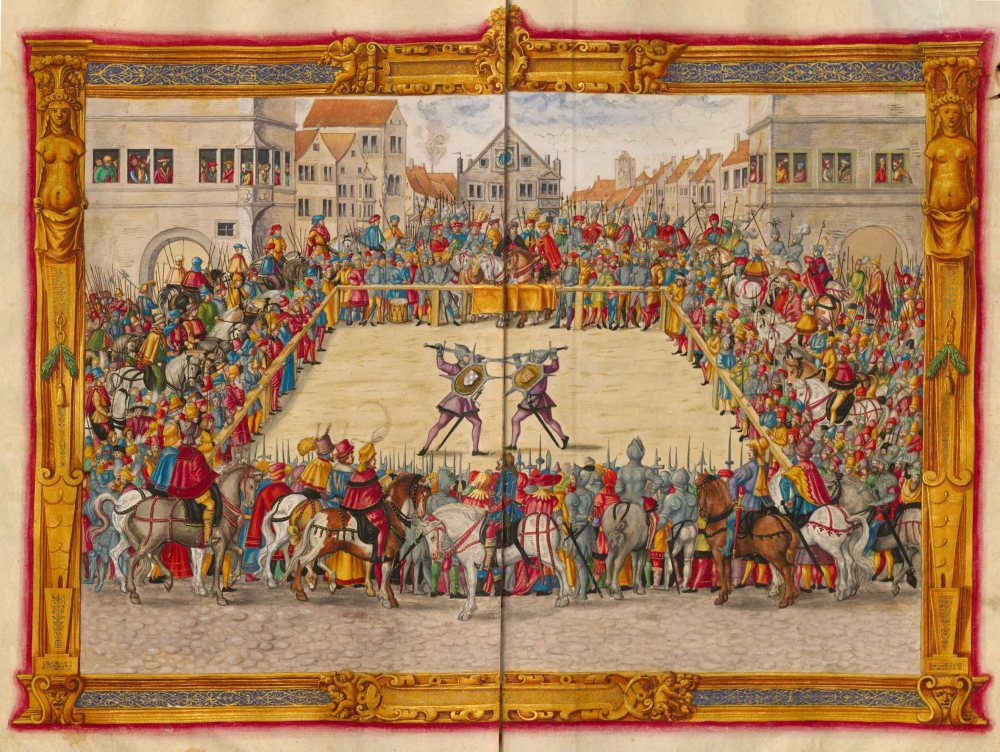
アウクスブルクの決闘裁判図（1544年頃）

決闘裁判（けっとうさいばん、ドイツ語: Gerichtskampf, 英語: trial by combat, trial by battle）は、 証人や証拠が不足している告訴事件を解決するために、原告と被告の両当事者が決闘を行うゲルマン法の一つの方式。

## 歴史
501年にブルゴーニュ王グンドバートは「被告が問われている罪を否定し、原告がそれに満足していないときは剣を手にしてでも真実を明らかにすると表明してよい。被告がなおも否認するならば、議論は剣によって解決することを法として認める」「すべての人は自分の証明しようとする真実は剣をもって守り、甘んじてこの裁きを受ける用意を持つべきである」として判決のための決闘（決闘裁判）を制度化した。この裁判方法はヨーロッパ各地に広がり、中世ヨーロッパでは長きにわたり裁判としての決闘が行われた。こうした裁判が行われたのは「神は正しい者に味方する」「決闘の結果は神の審判」というキリスト教の信仰が背景にあった。ただし封建主義時代のことなので決闘の対象となりうるのは貴族や自由人に限られていた。
こうした裁判方法は10世紀から12世紀に最盛期を迎えたが、1215年にはラテラン公会議で禁止され、ついで1258年のルイ9世の勅令によっても禁止された。合理主義者として有名な神聖ローマ皇帝フリードリヒ2世は1231年メルフィの勅令において、熱鉄神判や冷水神判などの神判を明確に否定し、決闘裁判も禁止したが、「密殺と大逆罪についてはなおその存続を容認した」。裁判としての正当性が疑われるようになってきて、フランス・イギリスでは14世紀以降にはこの形態の決闘はほとんど姿を消す。
決闘裁判は減っていったが、代わりに16世紀以降個人間での名誉回復の手段として私闘の「名誉のための決闘」が増えた。名誉のための決闘は特に上流階級の間で盛んに行われた。

## 参考資料
- 山内進『決闘裁判――ヨーロッパ法精神の原風景――』　講談社 2000年（講談社現代新書1516）（ISBN 4-06-149516-X）
- 山内進「中世ヨーロッパの決闘裁判 : 当事者主義の原風景」『一橋論叢』第105巻第1号、一橋大学、1991年1月1日、62-82頁。
- 光安徹「中世イングランドにおける決闘裁判」『成城法学』第42号、成城大学法学会、1993年3月、73-131頁。
- 加藤文元『ガロア 天才数学者の生涯』中央公論新社〈中公新書〉、2010年(平成22年)。ISBN 978-4121020857。
- 藤野幸雄『決闘の話』勉誠出版、2006年(平成18年)。ISBN 978-4585053620。